# Cult (serial telewizyjny)
Cult – amerykański serial telewizyjny o tematyce kryminalnej, którego twórcą jest Rockne S. O’Bannon. Premierowy odcinek serialu został wyemitowany 19 lutego 2013 na The CW.
Stacja The CW 27 lutego 2013 podjęła decyzję o anulowaniu serialu. Jednak 25 maja 2013 stacja podała, że od 28 czerwca 2013 wyemituje pozostałe sześć odcinków, po dwa każdego tygodnia.

## Fabuła
Akcja serialu skupia się na Skye, asystentce producenta bardzo popularnego programu „Cult”, który prezentuje fikcyjne zaginięcia ludzi i morderstwa. Problem pojawia się kiedy fikcyjne zbrodnie zaczynają dziać się w realnym życiu. W takiej sytuacji Skye Yarrow dołącza do jednego z dziennikarzy Jeff Dean Sefton, który stara się rozwiązać zagadkę zabójstw.

## Obsada
- Matthew Davis jako Jeff Dean Sefton
- Jessica Lucas jako Skye Yarrow
- Alona Tal jako Kelly Collins
- Robert Knepper jako Roger Reeves/Billy Grimm

## Role drugoplanowe
- Marie Avgeropoulos jako Kirstie
- Christian Cooper jako  Andy
- Andrew Leeds jako Kyle Segal
- Ben Hollingsworth jako Peter Grey
- Stacey Farber jako E.J.

## Lista odcinków
| Sezon | Sezon | Odcinki | Oryginalna emisja | Oryginalna emisja |
| Sezon | Sezon | Odcinki | Premiera sezonu   | Finał sezonu      |
| ----- | ----- | ------- | ----------------- | ----------------- |
|       | 1     | 13      | 19 lutego 2013    | 12 lipca 2013     |

### Sezon 1 (2013)
| #  | Tytuł                         | Reżyseria       | Scenariusz                           | Premiera        |
| -- | ----------------------------- | --------------- | ------------------------------------ | --------------- |
| 1  | You’re Next                   | Jason Ensler    | Rockne S. O’Bannon                   | 19 lutego 2013  |
| 2  | In the Blood                  | Sam Hill        | Rockne S. O’Bannon                   | 26 lutego 2013  |
| 3  | Being Billy                   | Jim Conway      | Megan Martin                         | 8 marca 2013    |
| 4  | Get with the Program          | Rob Hardy       | Craig Gore, Tim Walsh                | 15 marca 2013   |
| 5  | The Kiss                      | Tim Hunter      | David Kemper, Lindsay Jewett Sturman | 22 marca 2013   |
| 6  | The Good Fight                | Martha Coolidge | Megan Lynn, Wade Solomon             | 29 marca 2013   |
| 7  | Suffer the Children           | Nathan Hope     | Megan Martin                         | 5 kwietnia 2013 |
| 8  | The Devil You Know            | Marita Grabiak  | Hans Tobeason                        | 28 czerwca 2013 |
| 9  | Off to See the Wizard         | Thomas Wright   | Craig Gore, Tim Walsh, Steven Rae    | 28 czerwca 2013 |
| 10 | The Prophecy of St. Clare     | Matt Barber     | Lindsay Jewett Sturman               | 5 lipca 2013    |
| 11 | Flip the Script               | Leslie Libman   | Rockne S. O’Bannon, Hans Tobeason    | 5 lipca 2013    |
| 12 | 1987                          | Allan Kroeker   | Hans Tobeason                        | 12 lipca 2013   |
| 13 | Executive Producer Steven Rae | Nathan Hope     | Rockne S. O’Bannon                   | 12 lipca 2013   |